# The Best Buono!
『The Best Buono!』是日本的女子偶像組合Buono!的精選輯。2010年8月10日發售。發售公司是波麗佳音。

## 概要
- 是Buono!首張精選輯。初回盤是CD2張特典DVD1張共3張組。通常版只有CD1張。

## 收錄曲

### Disc1
1. We are Buono!〜Buono!的主題曲♡
（作詞・作曲・編曲:AKIRASTAR）
3rd專輯「We are Buono!」收錄。
鈴木愛理最後的台詞被刪除。
2. 戀愛♥騎士
（作詞：岩里祐穂、作曲：AKIRASTAR、編曲：西川進）
2nd單曲。
3. Bravo☆Bravo
（作詞：三浦徳子、作曲：つんく、編曲：西川進）
9th單曲。
4. 消失點 -Vanishing Point-
（作詞：川上夏季、作曲：崎谷健次郎、編曲：佐久間誠）
2nd專輯「Buono!2」收錄。
5. 真實的自我
（作詞：岩里祐穂、作曲：木之下慶行、編曲：西川 進）
1st單曲。
6. Take It Easy!
（作詞：三浦徳子、作曲：つんく、編曲：西川進）
8th單曲。
7. Kiss!Kiss!Kiss!
（作詞：岩里祐穂、作曲：井上慎二郎、編曲：西川進）
3rd單曲。
8. 摇滚之神（2010 mix version）
（作詞：岩里祐穂、作曲・編曲：AKIRASTAR）
1st專輯「Café Buono!」收錄曲的混音。
9. I NEED YOU
（作詞：岩里祐穂、作曲：AKIRASTAR、編曲：西川進）
2nd專輯「Buono!2」收錄。
10. Lotta Love Lotta Love
（作詞：岩里祐穂、作曲：井上慎二郎、編曲：西川進）
5th單曲。
11. MY BOY
（作詞：三浦徳子、作曲：つんく、編曲：西川進）
7th單曲。
12. Café Buono!
（作詞：川上夏季、作曲・編曲：木之下慶行）
1st專輯「Café Buono!」收錄。
13. 愛哭少年（2010 mix version）
（作詞：岩里祐穂、作曲・編曲：AKIRASTAR）
1st專輯「Café Buono!」收錄曲的混音。
14. Blue-Sky-Blue
（作詞:川上夏季、作曲:ムラマツテツヤ、編曲:西川進）
3rd專輯「We are Buono!」收錄。
15. Our Songs
（作詞：三浦徳子、作曲：つんく、編曲：西川 進）
10th單曲。
16. Last Forever（2010 mix version）
（作詞：川上夏季、作曲・編曲：西川 進）
1st專輯「Café Buono!」收錄曲的混音。
17. OVER THE RAINBOW
（作詞：岩里祐穂、作曲：Gajin、編曲：佐久間誠）
2nd專輯「Buono! 2」收錄。
18. 單戀。
（作詞:川上夏季、作曲・編曲:AKIRASTAR）
3rd專輯「We are Buono!」收錄。
19. GOAL
（作詞：AKIRASTAR、岩里祐穂、作曲：AKIRASTAR、編曲：AKIRASTAR・井上慎二郎）
2nd專輯「Buono!2」收錄。

### Disc2（初回限定盤）
1. 心之卵
（作詞：川上夏季、作曲：ムラマツテツヤ、編曲：安部潤）
1st單曲「真實的自我」c/w曲。
2. 不這樣就太可惜了嘛!
（作詞：川上夏季、作曲：小林哲也、編曲：知野芳彦）
2nd單曲「戀愛♥騎士」c/w曲。
3. 最喜歡大家了
（作詞：C.Piece、作曲：AKIRASTAR、編曲：安部潤）
3rd單曲「Kiss! Kiss! Kiss!」c/w曲。
4. Lady Panther
（作詞：川上夏季、作曲：杉浦"ラフィン"誠一郎、編曲：大久保薫）
4th單曲「努力向前衝!」c/w曲。
5. My Love
（作詞：岩里祐穂、作曲・編曲：井上慎二郎）
5th單曲「Lotta Love Lotta Love」c/w曲。
6. 無敵的∞Power
（作詞：川上夏季、作曲：オオヤギヒロオ、編曲：木之下慶行）
6th單曲「co·no·mi·chi」c/w曲。
7. WARP!
（作詞：川上夏季、作曲・編曲：木之下慶行）
7th單曲「MY BOY」c/w曲。
8. 討厭喜歡超喜歡
（作詞：川上夏季、作曲：生田真心、編曲：井上慎二郎）
8th單曲「Take It Easy!」c/w曲。
9. -Winter Story-
（作詞：川上夏季、作曲：AKIRASTAR、編曲：AKIRASTAR・井上慎二郎）
9th單曲「Bravo☆Bravo」c/w曲。
10. MIRACLE HAPPY LOVE SONG
（作詞：C.Piece、作曲・編曲：AKIRASTAR）
10th單曲「Our Songs」c/w曲。

### DVD（初回限定盤）
1. Buono! 爭奪3點的點心 抽鬼牌大戰
2. 封面拍攝、抽鬼牌拍攝花絮

## 外部連結
- Hello!Project唱片